# Gamera vs. Gyaos
Gamera vs. Gyaos (大怪獣空中戦 ガメラ対ギャオス, Daikaijū Kuchu Kessan: Gamera tai Gyaosu, Giant Monster Mid-Air Battle: Gamera versus Gyaos) is een Japanse film uit 1967, en de derde van de Gamera-films. De film werd geproduceerd door Daiei Motion Picture Company.

## Verhaal
Nadat hij Japan heeft gered van Barugon, wordt Gamera door de meeste mensen als een held gezien. Hij komt voor een nieuwe uitdaging te staan wanneer een monster genaamd Gyaos ontwaakt door een vulkaanuitbarsting. Gyaos, die zich voedt met het bloed van vee en mensen. Gamera confronteert hem, en hun eerste gevecht eindigt onbeslist.
Spoedig ontdekt met dat Gyaos niet tegen licht kan; blootstelling aan fel licht zorgt dat hij krimpt. Er wordt een poging ondernomen om Gyaos naar een berg te lokken en daar vast te houden tot de zon opkomt, maar Gyaos kan ontsnappen door het zonlicht te blokkeren met een dichte mist. Gamera arriveert net op tijd om Gyaos te onderscheppen, en ditmaal slaagt hij erin het beest te verslaan.

## Rolverdeling
| Acteur           | Personage                  |
| ---------------- | -------------------------- |
| Kojiro Hongo     | Foreman Shiro Tsutsumi     |
| Kichijiro Ueda   | Tatsuemon Kanamura         |
| Reiko Kasahara   | Sumiko Kanamura            |
| Naoyuki Abe      | Eiichi Kanamura            |
| Taro Marui       | Mite-no-Tetsu              |
| Yukitaro Hotaru  | Hachiko                    |
| Yoshiro Kitahara | Dr. Aoki                   |
| Akira Natsuki    | Self-Defense Force General |
| Teruo Aragaki    | Gamera                     |

## Trivia
- Dit is een van de vijf Gamera-films die werd gebruikt voor de serie Mystery Science Theater 3000.